# Ружаньский, Юзеф
Юзеф Ружаньский (пол. Józef Różański, также Яцек Ружаньский, имя при рождении Юзеф Гольдберг; 13 июля 1907, Варшава — 21 августа 1981, Варшава) — польский офицер НКВД СССР и МОБ ПНР. Начальник следственного департамента МОБ, активный участник политических репрессий в Польше в 1945–1952.

## Начальная биография
Родился в семье еврейского общественного деятеля-сиониста, журналиста Адама (Авраама) Гольдберга (1880–1933). После развода родителей в 1909 году жил с матерью, Анной (Ханной) Ружаньской, скульптором-любителем, происходившей из богатой еврейской семьи (двое старших детей жили с отцом). Его брат, Биньямин Гольдберг, он же Ежи Борейша (1905–1952), был известным коммунистическим публицистом, пропагандистом, политическим и культурным деятелем, издателем. Дядя, Лейб Гольдберг, тоже коммунист, член Еврейского антифашистского комитета СССР, в период «борьбы с космополитизмом» арестован, отправлен в ГУЛАГ, умер вскоре после освобождения. Сестра, Юдит Гольдберг, погибла во время нацистской оккупации в 1943 году.
Получил домашнее начальное образование, после чего с 1915 года посещал гимназию для еврейских мальчиков “Chinuch” в Варшаве. Учась в шестом классе, организовал нелегальный кружок самообразования марксистской направленности. За это исключался из школы, но ему разрешили вернуться и сдать аттестат о среднем образовании в 1925 году.. Поступил на юридический факультет Варшавского университета. В 1929 получил степень магистра.
Во время учёбы в университете примыкал к Союзу независимой социалистической молодёжи и отколовшейся от него организации Союз независимой социалистической молодёжи «Жизнь». Вступил в Союз коммунистической польской молодёжи, затем в коммунистическую партию Польши (КПП). Был функционером «еврейского бюро» партии, с 1932 – секретариата КПП. Выезжал за границу для участия в еврейских мероприятиях, в 1937 участвовал во Всемирном еврейском конгрессе в Париже. Установил оперативный контакт с НКВД СССР.
В 1930–1933 работал судьёй-стажёром в апелляционном суде Варшавы, но не сдал экзамен на судью. В 1936 году сдал экзамен на адвоката, став членом Варшавской коллегии адвокатов, и начал свою самостоятельную практику и работал до начала войны.

## Военный период
После начала Второй мировой войны вместе с женой Беллой Френкель (1907–1988) (с 1945 – Изабелла Ружаньская, также активист КПП, в 1952–1956 начальник центральной картотеки ЦК ПОРП) перебрался на территорию, занятую советскими войсками. Во Львове явился в НКВД, назвался его сотрудником, работал вместе с женой в районном управлении НКВД в Костополе. В 1940 был определён на службу в политотдел НКВД во Львове как политработник, переводчик и воспитатель польских военнопленных. Также информировал руководство НКВД о настроениях в среде польских коммунистов. Находился на связи с наркомом внутренних дел УССР И. А. Серовым.
22 июня 1941 года добровольно вступил РККА. Пять дней спустя по личному указанию Л. П. Берии отозван в распоряжение НКВД. Служил в охране военнопленных в Старобельске, Саранске, Самарканде. По некоторым данным, лично участвовал в казнях; сам Ружаньский в своей автобиографии этого не подтверждает. В феврале 1944 присоединился к польской пехотной дивизии имени Ромуальда Траугутта. Окончил дивизионную школу политруков и работал в дивизионной редакции газеты «На Запад!», затем в редакции газеты «Мы победим». В апреле 1944 года вместе участвовал в боях на Волыни, в августе – на плацдарме Магнушевском плацдарме, затем был ранен.
После ранения, в сентябре 1944, был переведён на службу в Ведомство общественной безопасности (RBP) Польского комитета национального освобождения. С ноября был заместителем начальника VII отдела, подчинённого следственному департаменту. Принял девичью фамилию матери и стал именоваться Юзеф Ружаньский.

## В органах безопасности
С января 1945 года в звании капитана работал в министерстве общественной безопасности (МОБ), созданного на базе RBP. Первоначально служил в VIII отделе МОБ (следственный). В 1945 вступил в правящую партию ПРП (с 1948 – ПОРП). С 16 сентября 1945 года начальник IV отдела МОБ (защита национальной экономики) в звании майора.
С 1 июля 1947 года в звании полковника занял должность начальника Следственного департамента МОБ. Быстрое служебное продвижение было обусловлено знакомством с И. А. Серовым и первым секретарём ЦК ПОРП Болеславом Берутом. Непосредственным начальником Ружаньского был заместитель министра Станислава Радкевича генерал бригады Роман Ромковский. Ружаньский и Ромковский причислялись к «еврейской» группе в органах госбезопасности. Лидером этой группы считался Якуб Берман – член политбюро ЦК ПОРП, партийный куратор силовых органов, в то время вторая фигура в руководстве ПРП-ПОРП после Болеслава Берута. Работники МОБ Роман Ромковский, Юзеф Ружаньский, Анатоль Фейгин, Юзеф Святло, Юлия Бристигер имели непосредственный выход на Бермана и считались не менее влиятельными, нежели министр Радкевич.
Ружаньский отличался исполнительностью и эффективностью в реализации руководящих установок. Через его следствие прошли сотни людей – участники антикоммунистического сопротивления, бойцы АК, активисты WiN, их родственники, связанные с ними люди, подозреваемые в нелояльности к правящему режиму. В частности, Ружаньский вёл дела Яна Жепецкого, Витольда Пилецкого и Францишека Непокульчицкого. Другим направлением репрессий являлась партийная чистка в ПОРП. Подследственными Ружаньского были такие коммунистические руководители, как Владислав Гомулка, Мариан Спыхальский, Влодзимеж Лехович.
С 1948 по март 1950, во время борьбы с так называемым “движением Гомулки”, возглавлял особую группу (преобразованную в Особое бюро, а затем в так называемый Х-й отдел (“защиты партии”)), где отвечал за расследование деятельности «провокаторов» внутри ПОРП. Своими «следственными методами» (в том числе пытками) выбивал членов партии, которые были репрессированы командой Берута. Смерть полковника В. Добжинского во время допроса, квалифицированная как «отсутствие успеха» в расследовании, стала поводом для создания специальной комиссии, которая отправила Ружаньского обратно в Следственный отдел.
Он приобрёл репутацию жёсткого и жестокого следователя, его методы допросов – пытки, избиения, психологический прессинг – сравнивались допрашивавшимися с гестаповскими. Наряду с пыточными методами, он практиковал обман подследственных. Так, взывая к совести арестованной капитана АК Эмилии Малессы как поляка и патриота, он убедил её, что она будет нести ответственность за пролитие польской крови в случае, если не будет достигнуто соглашение между «народным правительством» и президентом подпольной вооружённой организации «Свобода и Независимость» Яном Жепецким. Он «словом офицера» гарантировал, что ни с кем из известных ей подпольщиков не случится ничего плохого. Малесса назвала некоторые имена и местонахождения, в том числе Яна Жепецкого. Все они были арестованы, подвергнуты пыткам на следствии и отданы под суд. Малесса безуспешно напоминала о данном обещании, взывала к «офицерскому слову», объявляла голодовку, после чего покончила с собой.
Полковник Ружаньский был видной фигурой внутриаппаратных интриг и конфликтов в МОБ. Жёсткие столкновения происходили не только между «еврейской» и «антисемитской» (Мечислав Мочар, Гжегож Корчинский) группами в партии и правительстве, но и внутри каждой из них. Многолетняя вражда разделяла Ружаньского с начальницей V (политического) департамента МОБ полковником Ю.Бристигер. Ещё в советской эвакуации Бристигер написала рапорт на Ружаньского и Френкель – за использование продовольственной помощи польского правительства в изгнании.
В 1949–1951 годах Ружаньский также был лектором ЦК ПОРП, выступая от имени министерства общественной безопасности. Он также читал лекции по методам оперативного расследования в Учебном центре МОБ.

## Суды и сроки

### Партийно-служебное расследование
В 1953 году, после смерти Сталина и расстрела Берии, в Польше началась десталинизация. Дополнительным толчком стал побег подполковника Святло, оказавшийся «землетрясением» для МОБ. Важным направлением процесса стало разоблачение «злоупотреблений» в органах госбезопасности.
Осенью 1953 в Центральную комиссию партийного контроля ПОРП поступила жалоба на Ружаньского, подписанная его бывшими подследственными-коммунистами. В жалобе подробно описывались его следственные методы, он характеризовался как жестокий садист. Было начато служебное расследование, к которому присоединилась Ю. Бристигер.
5 марта 1954 министр Станислав Радкевич издал приказ об увольнении полковника Ружаньского из МОБ (при этом он сохранял воинское звание и награды). Вскоре министерство было упразднено, его функции переданы вновь учреждённому Комитету общественной безопасности с урезанными полномочиями.
После ухода из госбезопасности Ружаньский некоторое время служил в редакции иностранного вещания польского радио, в середине 1954 года он был назначен директором Национального издательского института.

### Первое осуждение
В обществе усиливались антисталинистские протесты. Партийное руководство склонялось к тому, чтобы подвергнуть показательному наказанию функционеров госбезопасности, известных особой жестокостью. Ружаньский представлял собой удобный объект для польского аналога «дела Берии». Осенью 1954 в политбюро ЦК ПОРП было принято решение о его уголовном преследовании. Генеральная прокуратура предъявила Ружаньскому обвинение в превышении должностных полномочий и нанесении ущерба интересам ПНР], 8 ноября он был арестован.
Судебный процесс состоялся в декабре 1955 и проходил в закрытом режиме несколько дней. Ход процесса контролировал секретарь ЦК ПОРП Францишек Мазур. Эпизоды обвинения касались пыток членов ПОРП, но не подпольщиков-антикоммунистов. Ружаньский был признан виновным в применении запрещенных законом методов в ходе следственных действий, непосредственном участии в избиении допрашиваемых и применении других запрещенных средств; также было заявлено, что его поведение вызвало деморализацию подчиненных ему следователей, которые видели в нём образец для подражания, и приговорён к 10 годам тюремного заключения. По амнистии срок был сразу сокращён до 3 лет 4 месяцев. Ружаньский находился во внутренней тюрьме МОБ, затем переведён в тюрьму Мокотув.

### Второе осуждение
В 1956 году в Польше произошли политические перемены, к власти вернулся Владислав Гомулка. Критика госбезопасности сталинистского периода ужесточилась, персональные расследования возобновились более интенсивно. В результате решения Верховного суда дело Ружаньского было передано в Генеральную прокуратуру для доработки ранее проведённого следствия. Он был повторно привлечён к уголовной ответственности вместе с Романом Ромковским и Анатолем Фейгиным (к тому времени уволенными со службы).
На суде, проходившем с 11 сентября по 11 ноября 1957 года, Ружаньский держался грубо и вызывающе. Он признавал фабрикацию обвинений и применение пыток, но ставил это себе не в вину, а в заслугу, ссылаясь при этом на ленинские заветы. В особо одиозных случаях переваливал ответственность на своего начальника Ромковского. По итогу Ружаньский и Ромковский были приговорены к 15 годам тюрьмы, Фейгин – к 12.
Ружаньский подал апелляцию, однако Верховный суд сократил срок лишь на один год, включая предыдущий срок, проведённый под стражей и в тюрьме. Отбывал наказание во вроцлавской тюрьме. Отмечалось, что он ни в какой степени не осознал тяжести содеянного и огромный общественный вред совершенных им деяний, не осуждал свои антигуманных действий.

## Последние годы жизни
8 октября 1964 Ромковский, Ружаньский и Фейгин были освобождены по амнистии Госсовета. Однако ни в госбезопасность, ни в политику никто из них не вернулся. Более того, партийная «фракция партизан» Мечислава Мочара использовала их образы в антисемитской кампании 1968 года.
После выхода из тюрьмы Ружаньский служил на Государственном монетном дворе в Варшаве. Вышел на пенсию в 1969. Скончался в августе 1981 от рака.
Похоронен на Еврейском кладбище Варшавы (на могильной плите высечено: «Адвокат»).